# Класному керівнику. Усе для роботи
«Класному керівнику. Усе для роботи» — український педагогічно-методичний журнал для класних керівників. 

## Історія та зміст
Заснований у 2008 році у Харкові видавничою групою «Основа». Видання припинено в 2020 році.
Виходив щомісяця українською мовою. Тираж — 8000 примірників.
Основною тематикою були розробки позакласних заходів, методичні та практичні рекомендації щодо роботи класних керівників. 
Головний редактор — Андреєва В. (з 2008 року).